# Suuri Shamaani
Suuri Shamaani ist ein 1999 debütiertes Musikprojekt, dessen Musik dem Post-Industrial-Substil Dark Ambient zugerechnet wird.

## Geschichte
Mitte der 1990er Jahre zog der Beherit-Musiker Marko „Holocausto“ Laiho nach Helsinki. Dort löste er Beherit nach zwei Alben, die er dort allein eingespielt hatte, auf. Bereits diese Alben H418ov21.C und Electric Doom Synthesis hatten sich vom Black Metal entfernt und zeugten von Laihos Desinteresse am Metal und Interesse an elektronischer Musik. Diesem Wandel folgend entschied Laiho Beherit aufzulösen und seine Ideen in anderen musikalischen Projekten zu verwirklichen.
Entsprechend dieser Entwicklung wurde das 1999 debütierte Projekt Suuri Shamaani als konsequente Fortführung und Weiterentwicklung der letzten Alben von Beherit beurteilt. Das unter dem Titel Mysteerien Maailma erschienene Debüt des Projektes wurde von Mai bis Juni 1999 in Helsinki in den Nuspirit Helsinki Studios aufgenommen und abgemischt. Das Mastering übernahm das Unternehmen Finnvox im Juli des gleichen Jahres. Spinefarm Records veröffentlichte das Album noch im gleichen Jahr. Die Rezeption fiel gering, jedoch positiv aus.  Weitere Veröffentlichungen Laihos unter dem Projektnamen blieben aus. Indes wurde Mysteerien Maailma 2013 durch KVLT als CD und 2021 als Doppel-LP durch Svart Records erneut veröffentlicht.

## Stil
Die von Suuri Shamaani gespielte Musik wird dem Dark Ambient zugeordnet. Ähnlichkeiten werden mit der Musik der Projekte Final und Lull ausgemacht. Ähnlich dieser experimentellen Gruppen versuche Laiho bei Suuri Shamaani Borduns, Ambient und Noise zu „inneren Harmonien“ zu kombinieren. Dabei folgt Laiho eine eher „rituellen und geordneten Vision“. Das Ergebnis  seines Ansatzes gleiche „eher Poesie“, die sich aus dem Arrangement einfacher Klänge zusammensetzt, die dazu „in einer musikähnlichen Sprache organisiert sind“, als einer komponierten Musik. Die Atmosphäre der Musik die „hauptsächlich aus wummernden Bässen bestehend“ wird als „nüchtern und minimalistisch“, düster, leblos und undurchsichtig beschrieben. Einige schwach verzerrte Stimmen „huschen“ durch die dichte Atmosphäre eines strukturierten Dröhnens. Mitunter ist ein auf französische vorgetragener Countdown auf dem Album Mysteerien Maailma wahrzunehmen.

## Diskografie
- 1999: Mysteerien Maailma (Album, CD, Spinefarm Records; 2013: CD, KVLT; 2021: 2LP, Svart Records)